# Nemuro (półwysep)
Półwysep Nemuro (jap. 根室半島 Nemuro-hantō) – półwysep w Japonii, we wschodniej części wyspy Hokkaido. Jego długość wynosi 30 km, natomiast szerokość 8 km. Znaczną część terytorium półwyspu zajmuje miasto Nemuro. Na jego wschodnim krańcu znajduje się najdalej wysunięty na wschód punkt wyspy Hokkaido, przylądek Nosappu. Od północy półwysep oblewany jest wodami zatoki Nemuro, która poprzez Cieśninę Kunaszyrską (jap. Nemuro) łączy się z Morzem Ochockim. Od strony południowej obmywa go Ocean Spokojny. Wyspa Hokkaido jest od tej strony bardzo często nawiedzana silnymi trzęsieniami ziemi.

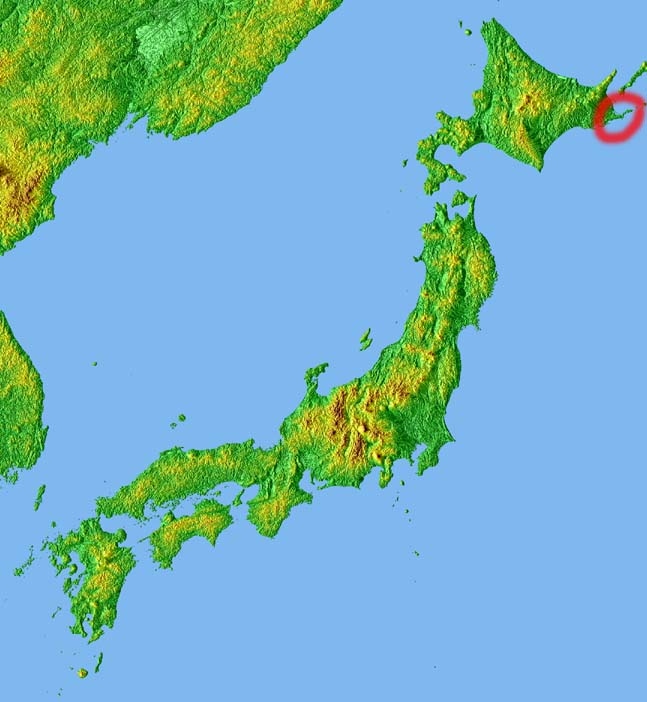
Położenie na mapie

W niewielkiej odległości na wschód od półwyspu leżą wyspy Płoskije (ros. Плоские острова, jap. Habomai-guntō lub Habomai-shotō), wchodzące w skład łańcucha Małaja Kurilskaja griada (ros. Малая Курильская гряда), należące do Rosji. Japonia rości sobie prawa do tych wysp, które łącznie z wyspami: Iturup (jap. Etorofu), Kunaszyr (jap. Kunashiri) i Szykotan (jap. Shikotan), wchodzą w skład Wysp Kurylskich. Sporna część jest nazywana przez Japończyków Terytoriami Północnymi, a przez Rosję – Kurylami Południowymi.
Nemuro słynie jako miejsce najwcześniejszego w Japonii wschodu słońca. W czerwcu wstaje ono ok. 3:30, to znaczy o dwie godziny wcześniej, niż w Naha na Okinawie. 
Nazwa „Nemuro” pochodzi od słowa „niomuro” w języku ajnuskim (lub ajnoskim), oznaczającego miejsce bogate w lasy.

## Galeria

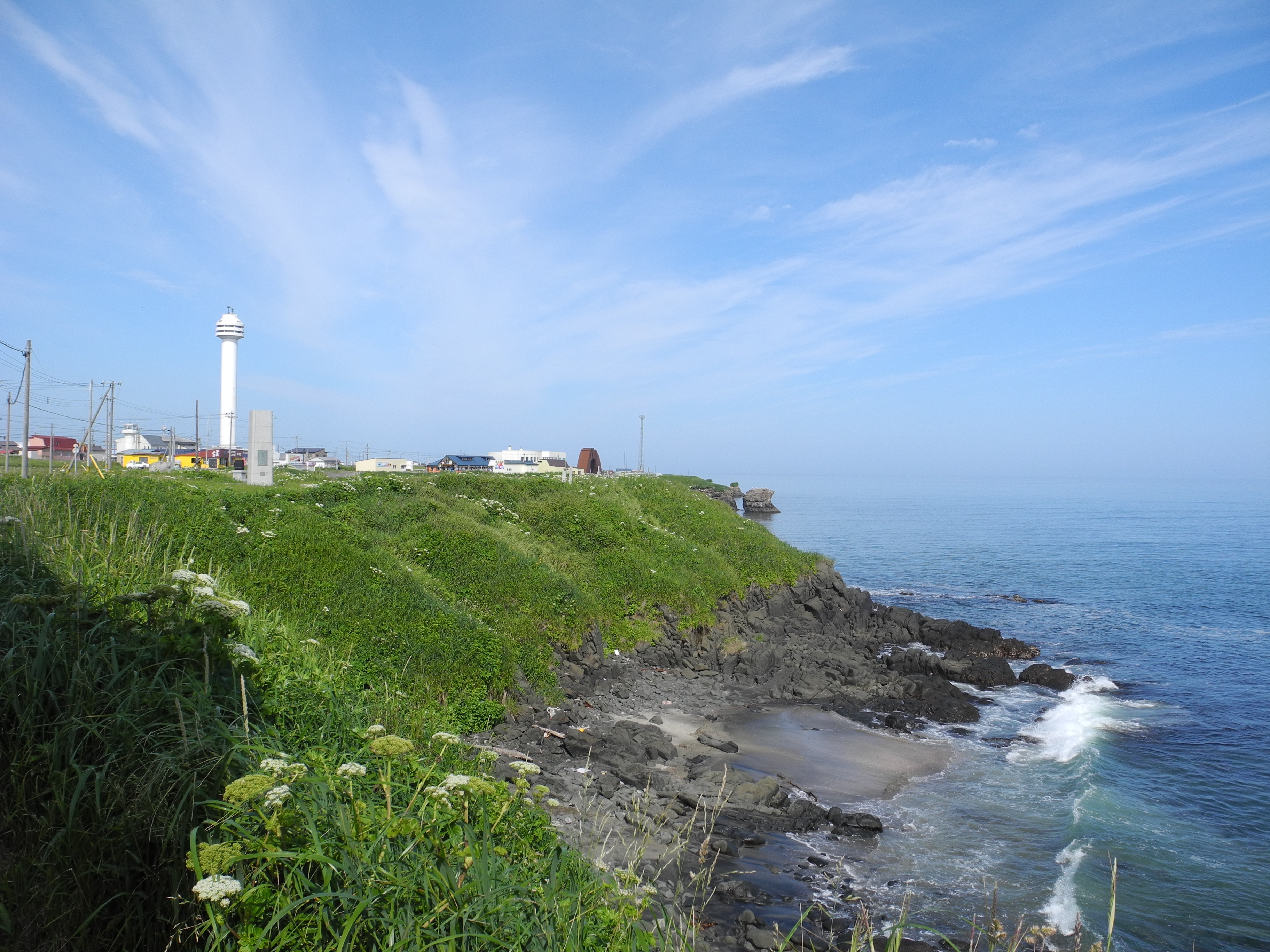
Przylądek Nosappu
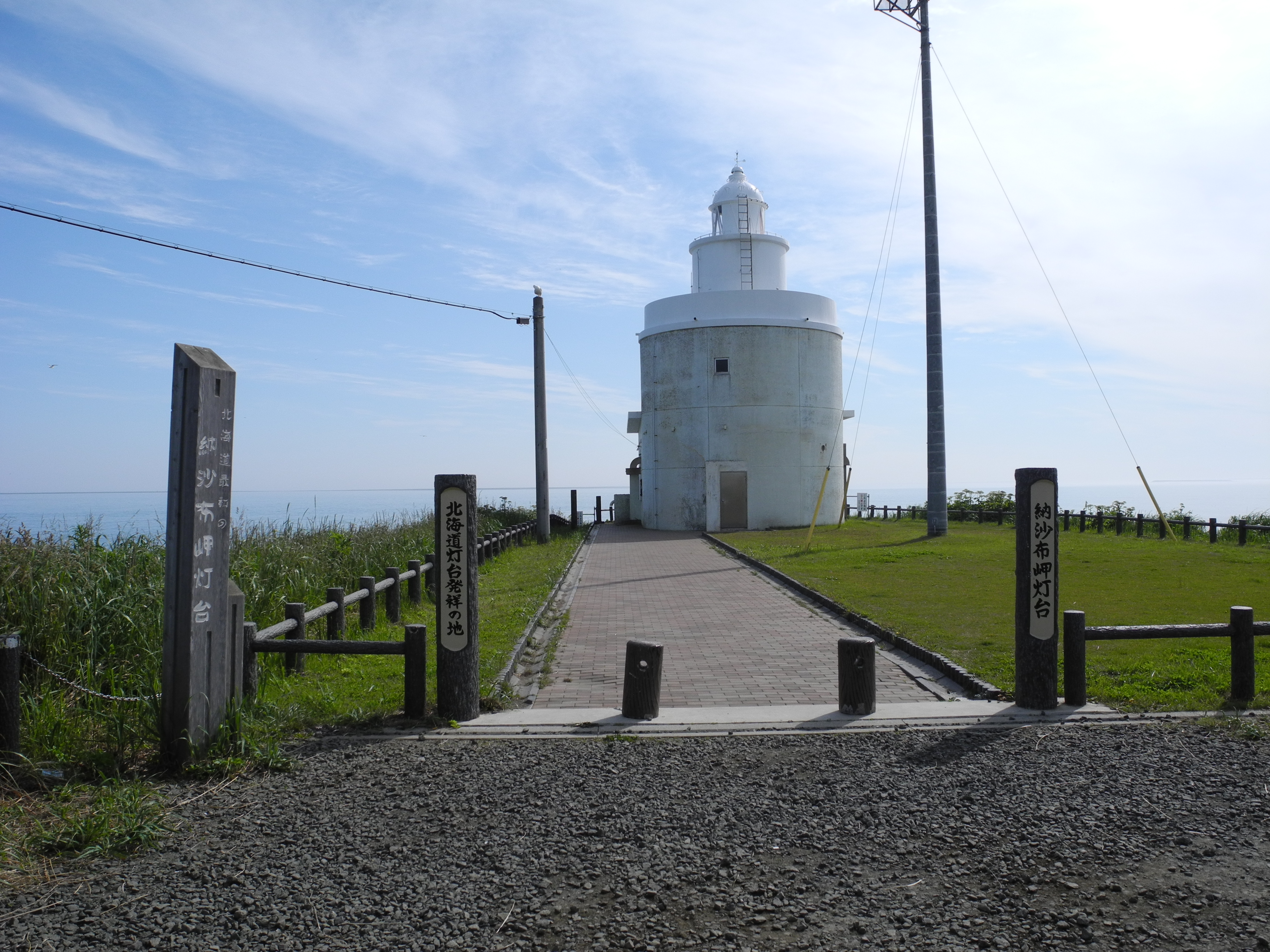
Latarnia na przylądku Nosappu
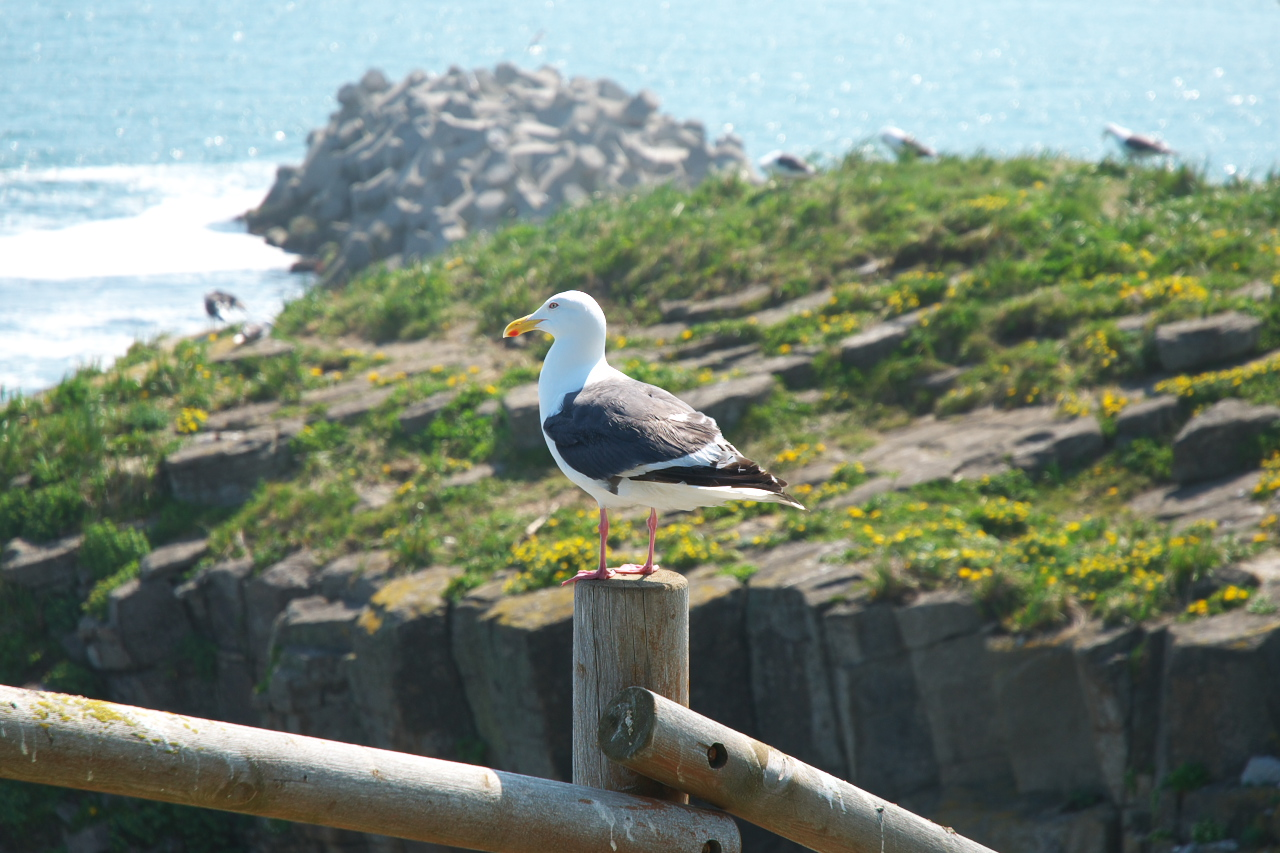
Przylądek Hanasaki